# Chirosia asymmetrica
Chirosia asymmetrica este o specie de muște din genul Chirosia, familia Anthomyiidae, descrisă de Masayoshi Suwa în anul 2006. Conform Catalogue of Life specia Chirosia asymmetrica nu are subspecii cunoscute.